# Lluís Clotet i Ballús
Lluís Clotet i Ballús (Barcelona, 31 de juliol de 1941) és un arquitecte, dissenyador i professor universitari català.

## Biografia
Va néixer el 31 de juliol de 1941 a la ciutat de Barcelona. Va estudiar arquitectura a l'Escola Tècnica Superior d'Arquitectura de Barcelona, centre dependent de la Universitat Politècnica de Catalunya, on es va graduar el 1965 i del qual en fou professor entre 1977 i 1984.

## Activitat professional
Va iniciar la seva carrera al taller professional de Federico Correa i Alfons Milà i Sagnier. L'any 1964, però, va fundar l'Studio Per al costat de Pep Bonet Bertran i Òscar Tusquets, amb el qual col·laborà fins al 1981. L'any 1989 s'associà amb Ignasi Paricio Ansuátegui, creant "Clotet.Paricio & Assoc. S.L.".
Entre les moltes obres realitzades destaquen la seu del Banc d'Espanya a Girona (1981-1989), els habitatges de la Vila Olímpica de Barcelona (1989-1992), la remodelació del Palau de la Música Catalana (1982), del Dipòsit de les Aigües (1984-1992) i del Convent dels Àngels (1982-1992), o la reforma de la Llotja de Mar (1973-1981) i del MACBA (2006).
També ha treballat com a dissenyador de mobles. Algunes de les seves creacions més destacades són la campana de fums Ae i la prestatgeria Hialina.

## Premis i reconeixements
El 1999 fou guardonat, juntament amb el seu soci Ignasi Paricio, amb el Premi Nacional de Patrimoni Cultural. Ha estat guardonat sis vegades amb el Premi FAD, dues vegades en la categoria d'interiorisme els anys 1965 i 1972, i quatre més en arquitectura el 1979, 1980, 1988 i 1989. El 2010 va rebre el Premi Nacional d'Arquitectura d'Espanya, atorgat pel Ministeri de Foment espanyol.